# Maison au 10, rue des Dentelles à Strasbourg
La maison au 10, rue des Dentelles est un monument historique situé à Strasbourg, dans le département français du Bas-Rhin.

## Situation et accès
Ce bâtiment est situé au 10, rue des Dentelles à Strasbourg.

## Historique
L'édifice fait l'objet d'un classement au titre des monuments historiques depuis 1927.